# 泛非议会
泛非议会（英語：Pan-African Parliament）是非洲联盟的立法机关，成立于2004年3月18日，起初位于埃塞俄比亚亚的斯亚贝巴，后迁至南非米德兰。
议会由每个成员国的五名议员组成，其中每个成员国至少有一名女性议员。这些议员由其成员国及其国内立法机构选出。正如南非总统祖马在2009年10月28日泛非议会第二届立法机构第一次常会的开幕词中所说，议会的总体目标是成为一个拥有充分立法权的机构，其成员是通过普选产生的。泛非议会现有265名议员，由非洲联盟55个成员国中的47个的立法机关任命。每届议会任期5年。现任议会主席是津巴布韦人福陈·Z·卡伦姆比拉。

## 组织结构
泛非议会由三个部分组成：全会是议会的主要立法和审议部门，代表们定期开会讨论非洲的问题和潜在的解决方案；主席团是议会的领导部门，由一名主席和四名副主席组成，他们都由全体会议的代表选举产生；最后一个部门是秘书处，它是议会的组织机构，由秘书、副秘书和代理副秘书主持。这些机构共同维护和执行为管理议会而制定的目标和协议。

## 发展历史
1991年的《阿布贾条约》和1999年的《苏尔特宣言》都要求建立泛非议会。前者将泛非议会列为该组织的机构之一，并指出：“为了确保非洲人民充分参与非洲大陆的经济发展和一体化，应建立一个泛非议会。泛非议会的组成、职能、权力和组织应在一项议定书中加以规定”。随后，《建立非洲联盟条约》、《建立非洲经济共同体条约》和《非洲联盟组织法》也同样提出了建立泛非议会的要求。2000年，在多哥洛美举行的非洲统一组织首脑会议上通过了《建立泛非议会的议定书》。截至2022年，泛非议会有来自54个非盟成员国中47个国家的代表。议定书第22条规定，议定书在成员国以简单多数交存批准书后生效。
2017年非盟-欧盟峰会后，泛非议会的权力大大增加。在2017年之前，议会只具有咨询和协商的目的。2017年概述并通过的变革实际上使议会成为非洲联盟的立法机构。这些变化主要允许议会为非洲国家起草更多的法律范本，以及改变议会内的选举方式。2017年之前，每个成员国选择5个人作为代表参加议会。现在，每个成员国的代表由整个非洲的所有成员国的立法机构在同一个月内选举产生。

## 议会的目标
- 执行非洲联盟的政策和目标。
- 培养非洲的人权和民主。
- 确保成员国坚持善治、透明和问责。
- 让非洲人民了解非洲联盟的目标和政策，以便他们能够在非盟的框架内工作的同时融入非洲大陆。
- 促进非洲大陆的和平、安全和稳定。
- 促进自力更生和经济复苏，以便为非洲人民带来更繁荣的未来。
- 促进非洲的合作和发展。
- 加强非洲人民的团结意识，建立共同命运。
- 建立区域经济共同体及其议会成员之间的合作。